# Santiago Silva
Santiago Martín Oliveira Silva (Montevideo, 9 dicembre 1980) è un ex calciatore uruguaiano, di ruolo attaccante.
Possiede la cittadinanza argentina.

## Caratteristiche tecniche
È un attaccante molto forte fisicamente (da qui deriva il suo soprannome El Tanque, in lingua italiana il carro armato). Nelle ultime stagioni giocate in Argentina si è messo in evidenza per le sue doti realizzative.

## Carriera

### Club

#### Sud America e Chievo
Inizia la sua carriera nel 1998 nelle file del Central Español, disputando 13 partite e segnando 3 gol.
Nel 1999 viene ceduto al River Plate di Montevideo. Qui gioca 15 partite e segna 7 gol.
Nel 2001 viene venduto al Defensor, realizzando 8 goal in 14 partite.
Nell'estate del 2001, siccome in patria segna molto, lo nota Giovanni Sartori, direttore sportivo del Chievo Verona al primo anno in Serie A. Arriva a gennaio con la squadra che sta sorprendendo l'Italia. Data da tutti per retrocessa, la matricola si ritrova in piena zona Champions League grazie anche all'affiatata coppia Corradi-Marazzina. Logico quindi che il tecnico Gigi Delneri decida di non toccare una macchina perfetta. Morale della favola, il buon Santiago non scende mai in campo e vede appena una volta la panchina. Se ne va da oggetto misterioso e ricomincia da capo, sperimentando nuovi campionati.
All'inizio del 2002 viene ceduto al Corinthians in Brasile dove gioca una sola partita in quasi un anno.
Torna in patria a fine anno al Nacional. Gioca 7 partite e vince il campionato.
Nel 2003 torna al River Plate di Montevideo.

#### Corinthians, esperienza europea e ritorno in Sud America
Nell'estate del 2003 viene ceduto in prestito alla squadra tedesca dell'Energie Cottbus, con cui disputa 32 presenze segnando 9 gol nella Bundesliga. Alla fine della stagione non viene riscattato e così nell'estate del 2004 emigra in Portogallo al Beira-Mar dove gioca 30 partite e segna 8 gol.
Nel 2005 si trasferisce in Argentina al Newell's, dove colleziona 14 presenze segnando 4 gol, per poi tornare al Central Español nel 2006.
In estate torna in Argentina venendo ingaggiato dal Gimnasia La Plata, con il quale disputa 35 presenze segnando 14 gol.
Nel 2007 viene ingaggiato dal Vélez Sarsfield, dove gioca 33 partite e segna 9 gol.

#### Banfield e il ritorno al Vélez
Nel gennaio del 2009 passa in prestito al Banfield. Nel Clausura 2009 gioca 14 partite segnando 6 gol. Nell'Apertura 2009 gioca 18 volte e diventando capocannoniere con 14 gol porta il Banfield alla conquista del titolo nazionale con 41 punti. Nel gennaio 2010 ritorna al Vélez Sarsfield con il quale diventa di nuovo capocannoniere con 11 gol al pari con Denis Stracqualursi sfiorando per due punti la vittoria finale del Apertura 2010 vinta dall'Estudiantes.
Nel 2011 si conferma protagonista sia nel Clausura che nella Copa Libertadores. Con i suoi gol porta il Vélez in semifinale, anche se in questo turno contro il Peñarol realizza la rete del 2-1 ma sbaglia un rigore che avrebbe portato gli argentini in finale contro il Santos.

#### Fiorentina
Il 31 agosto 2011 viene acquistato dalla Fiorentina, che paga la clausola recissoria presente nel contratto con il Vélez Sarsfield, per 2,5 milioni di euro e così si assicura il giocatore, come alternativa ad Alberto Gilardino, firmando un contratto biennale e tornando così in Italia dieci anni dopo la breve esperienza in Veneto, sceglie di indossare la maglia numero 10. 
Esordisce in Serie A l'11 settembre 2011 in Fiorentina-Bologna terminata 2-0, subentrando nel secondo tempo ad Alberto Gilardino. Mette a segno il suo primo ed unico gol in Serie A nella partita di campionato del 3 dicembre contro la Roma segnando su calcio di rigore il 3-0 finale in favore dei toscani. Dopo 12 presenze e un solo gol a gennaio viene rispedito in Argentina.

#### Boca Juniors
Il 17 gennaio 2012, dopo poco più di quattro mesi dal suo arrivo a Firenze, viene ceduto al Boca Juniors, per 1.4 milioni di €.
Esordisce il 4 febbraio, nella partita Boca-Vélez finita per 3-1 a favore del Boca, segnando la rete del 3-0

#### Lanús
Il 30 luglio 2013 si trasferisce al Lanús dove realizza 16 presenze e 7 gol nel Torneo Inicial e 17 presenze e 3 gol in quello Final.
Il 14 marzo 2015 rescinde il proprio contratto.

#### Arsenal de Sarandí
Il 18 marzo 2015 firma un contratto con l'Arsenal de Sarandí della durata di nove mesi.
Terzo ritorno al Banfield
Il 1⁰ gennaio 2016, torna al Banfield dopo 7 anni. Durante la sua permanenza, totalizzerà 26 presenze segnando 11 reti, tenendo alto il suo rendimento delle annate precedenti.
Universidad Católica
Il 19 gennaio 2017, firma a titolo gratuito per l'Universidad Catolica, trasferendosi, quindi, in Cile. La sua esperienza cilena, però, stenta a decollare, segnando solamente 3 reti in 22 presenze.
Talleres
Il 26 gennaio 2018, firma per il Talleres fino alla fine della stagione. La sua esperienza, non è così esaltante ma nemmeno così orrenda, perché l'attaccante uruguaiano, in 13 presenze, metterà a segno 4 reti, dando comunque un importante contributo alla squadra.
Ritorno al Gimnasia La Plata
Il 12 luglio 2018, tornerà dopo 12 anni al Gimnasia La Plata, con un contratto valido fino al termine della stagione. Durante i suoi 6 mesi, disputerà 21 gare segnando 5 reti.
Argentinos Juniors
Il 1⁰ luglio 2019, approda a titolo gratuito all'Argentinos Juniors. Durante il suo periodo di permanenza, timbrerà 4 volte in 21 presenze all'attivo. Durante la permanenza nel club, però, rimane fermo per un anno a causa di una squalifica per doping.
Il 1⁰ gennaio 2021, viene annunciata ufficialmente la rescissione del suo contratto con il club argentino.
Aldosivi
Il 7 gennaio 2022, firma a parametro zero per l'Aldosivi. Durante la sua stagione, disputerà 40 gare all'attivo segnando 6 reti.
A fine stagione, il Tanque lascia l'Argentina dopo annate strabilianti con i precedenti club, portandosi sulle spalle il suo essere il giocatore uruguaiano con la carriera più duratura.
Il ritorno in Europa
Il 14 febbraio 2023, torna ufficialmente in Europa dopo 12 anni, firmando con l'El Palo, club militante nella Tercera División del campionato spagnolo. Il suo arrivo fu accolto con grande fragore dalla tifoseria, considerando il giocatore una vera e propria leggenda, data la sua carriera internazionale molto lunga.

## Statistiche

### Presenze e reti nei club
Statistiche aggiornate al 28 luglio 2017.
| Stagione               | Squadra                | Campionato             | Campionato | Campionato | Coppe nazionali | Coppe nazionali | Coppe nazionali | Coppe continentali | Coppe continentali | Coppe continentali | Altre coppe | Altre coppe | Altre coppe | Totale | Totale |
| Stagione               | Squadra                | Comp                   | Pres       | Reti       | Comp            | Pres            | Reti            | Comp               | Pres               | Reti               | Comp        | Pres        | Reti        | Pres   | Reti   |
| ---------------------- | ---------------------- | ---------------------- | ---------- | ---------- | --------------- | --------------- | --------------- | ------------------ | ------------------ | ------------------ | ----------- | ----------- | ----------- | ------ | ------ |
| 1998-1999              | Central Español        | PD                     | 3          | 1          | -               | -               | -               | -                  | -                  | -                  | -           | -           | -           | 3      | 1      |
| 1999-2000              | River Plate            | PD                     | 15         | 7          | -               | -               | -               | -                  | -                  | -                  | -           | -           | -           | 15     | 7      |
| 2001                   | Defensor               | PD                     | 14         | 8          | -               | -               | -               | -                  | -                  | -                  | -           | -           | -           | 14     | 8      |
| gen.-giu. 2002         | Chievo                 | A                      | 0          | 0          | CI              | -               | -               | -                  | -                  | -                  | -           | -           | -           | 0      | 0      |
| 2002                   | Corinthians            | A                      | 5          | 0          | CB              | -               | -               | -                  | -                  | -                  | -           | -           | -           | 5      | 0      |
| 2002                   | Nacional               | PD                     | 7          | 0          | -               | -               | -               | -                  | -                  | -                  | -           | -           | -           | 7      | 0      |
| 2003                   | River Plate            | PD                     | 10         | 7          | -               | -               | -               | -                  | -                  | -                  | -           | -           | -           | 10     | 7      |
| Totale River Plate     | Totale River Plate     | Totale River Plate     | 25         | 14         |                 | -               | -               |                    | -                  | -                  |             | -           | -           | 25     | 14     |
| 2003-2004              | Energie Cottbus        | 2BL                    | 32         | 9          | CG              | 0               | 0               | -                  | -                  | -                  | -           | -           | -           | 32     | 9      |
| 2004-2005              | Beira-Mar              | PL                     | 30         | 8          | CP              | 3               | 0               | -                  | -                  | -                  | -           | -           | -           | 33     | 8      |
| 2005                   | Newell's Old Boys      | PD                     | 14         | 4          | -               | -               | -               | CS                 | 2                  | 0                  | -           | -           | -           | 16     | 4      |
| 2006                   | Central Español        | PD                     | 13         | 3          | -               | -               | -               | -                  | -                  | -                  | -           | -           | -           | 13     | 3      |
| Totale Central Español | Totale Central Español | Totale Central Español | 16         | 4          |                 | -               | -               |                    | -                  | -                  |             | -           | -           | 16     | 4      |
| 2006-2007              | Gimnasia La Plata      | PD                     | 35         | 14         | -               | -               | -               | CL                 | 7                  | 1                  | -           | -           | -           | 42     | 15     |
| 2007-2008              | Vélez Sársfield        | PD                     | 30         | 11         | -               | -               | -               | -                  | -                  | -                  | -           | -           | -           | 30     | 11     |
| 2008-gen. 2009         | Vélez Sársfield        | PD                     | 6          | 0          | -               | -               | -               | -                  | -                  | -                  | -           | -           | -           | 6      | 0      |
| gen.-giu. 2009         | Banfield               | PD                     | 17         | 9          | -               | -               | -               | -                  | -                  | -                  | -           | -           | -           | 17     | 9      |
| ago.-dic. 2009         | Banfield               | PD                     | 18         | 14         | -               | -               | -               | -                  | -                  | -                  | -           | -           | -           | 18     | 14     |
| dic. 2009-2010         | Vélez Sársfield        | PD                     | 9          | 5          | -               | -               | -               | CL                 | 6                  | 4                  | -           | -           | -           | 15     | 9      |
| 2010-2011              | Vélez Sársfield        | PD                     | 32         | 18         | -               | -               | -               | CL+CS              | 9+2                | 4+0                | -           | -           | -           | 43     | 22     |
| ago. 2011              | Vélez Sársfield        | PD                     | 2          | 1          | -               | -               | -               | CL+CS              | 9+2                | 1+0                | -           | -           | -           | 40     | 5      |
| Totale Vélez Sársfield | Totale Vélez Sársfield | Totale Vélez Sársfield | 79         | 35         |                 | -               | -               |                    | 28                 | 9                  |             | -           | -           | 107    | 44     |
| ago. 2011-gen. 2012    | Fiorentina             | A                      | 12         | 1          | CI              | 1               | 0               | -                  | -                  | -                  | -           | -           | -           | 13     | 1      |
| gen.-dic. 2012         | Boca Juniors           | PD                     | 10         | 2          | CA              | 2               | 1               | CL                 | 11                 | 3                  | -           | 0           | 0           | 34     | 4      |
| 2012-2013              | Boca Juniors           | PD                     | 25         | 11         | CA              | 1               | 0               | CL+CS              | 1+2                | 1+1                | -           | -           | -           | 29     | 13     |
| Totale Boca Juniors    | Totale Boca Juniors    | Totale Boca Juniors    | 35         | 13         |                 | 3               | 1               |                    | 14                 | 5                  |             |             |             | 52     | 19     |
| 2013-2014              | Lanús                  | PD                     | 33         | 11         | CA              | 0               | 0               | CS                 | 10                 | 3                  | -           | -           | -           | 43     | 14     |
| 2014                   | Lanús                  | PD                     | 18         | 1          | CA              | 1               | 0               | CL+CS              | 8+2                | 0+1                | RSA+SBC     | 2+1         | 1+0         | 32     | 3      |
| 2015                   | Lanús                  | PD                     | 3          | 1          | CA              | 0               | 0               | -                  | -                  | -                  | -           | -           | -           | 3      | 1      |
| Totale Lanús           | Totale Lanús           | Totale Lanús           | 54         | 13         |                 | 1               | 0               |                    | 20                 | 4                  |             | 3           | 1           | 78     | 18     |
| 2015                   | Arsenal Sarandí        | PD                     | 20         | 7          | CA              | 1               | 1               | CS                 | 2                  | 0                  | -           | -           | -           | 23     | 8      |
| 2016                   | Banfield               | PD                     | 14         | 4          | CA              | 1               | 0               | -                  | -                  | -                  | -           | -           | -           | 15     | 4      |
| 2016-gen. 2017         | Banfield               | PD                     | 13         | 7          | CA              | 1               | 0               | CS                 | 2                  | 0                  | -           | -           | -           | 16     | 7      |
| Totale Banfield        | Totale Banfield        | Totale Banfield        | 62         | 34         |                 | 2               | 0               |                    | 2                  | 0                  |             | -           | -           | 66     | 34     |
| 2017                   | Universidad Católica   | PD                     | 11         | 2          | CC              | 1               | 0               | CL                 | 6                  | 3                  | -           | -           | -           | 18     | 5      |
| Totale carriera        | Totale carriera        | Totale carriera        | 451        | 166        |                 | 12              | 2               |                    | 81                 | 22                 |             | 3           | 1           | 547    | 191    |

## Palmarès

### Club

#### Competizioni nazionali
- Campionato argentino: 1

Banfield: Apertura 2009,
- Campionato uruguaiano: 1

Nacional: 2002

#### Competizioni internazionali
- Copa Sudamericana: 1

Lanús: 2013

### Individuale
- Capocannoniere della Primera División Argentina: 2

Apertura 2009 (14 gol), Apertura 2010 (11 gol)
- Equipo Ideal de América: 1

2010